# Convent de Sant Francesc de Barcelona
|  | No s'ha de confondre amb Convent de Sant Francesc de Paula de Barcelona. |

El convent de Sant Francesc o de Framenors va ser el primer i principal establiment de l'orde franciscà a Barcelona. Ocupava part de la façana marítima de la ciutat, des de la Rambla (on actualment hi ha el Govern Militar) fins a l'actual plaça del duc de Medinaceli. L'església i els dos claustres eren un dels millors exemples del gòtic primerenc a Catalunya. Hi va ser entre el 1240 i el 1836, any en què va ser desamortitzat i els frares exclaustrats, finalment el conjunt fou enderrocat el 1837, sense que se'n preservés cap resta, llevat d'una figura de sepulcre.

## Història i descripció
La tradició explica que el mateix Sant Francesc d'Assís va venir a Barcelona el 1211, com a pelegrí del Camí de Santiago. Va hostatjar-se a un hospital de pelegrins, el de Sant Nicolau, prop de l'actual carrer del Dormitori de Sant Francesc (anomenat així per aquest fet). Anys després, l'hospital va ser cedit als franciscans per Jaume I el Conqueridor i l'orde franciscà va establir així la seva residència a la ciutat comtal, començant a bastir un convent amb l'aquiescència del Bisbe Berenguer de Palou.
Entre 1236 i 1240 es va construir l'edifici d'una primera església, però l'església definitiva es va començar el 1247 i va ser acabada al cap de cinquanta anys, el 1297, ja havia estat consagrada prèviament, el 1276. El claustre del Convent va ser començat a construir el 1275, però la  construcció es va allargar fins a mitjan segle xiv.
Exclaustrats els frares franciscans el 1835, durant la desamortització de Mendizábal el 1836, el conjunt conventual de Sant Francesc, juntament amb l'església, van ser enderrocats el 1837, sense que s'hagi conservat pràcticament res de l'edifici, excepte l'estàtua jacent atribuïda al sepulcre de Maria de Xipre. Al solar que ocupava s'hi van alçar blocs d'habitatges, es va eixamplar l'actual plaça del Duc de Medinaceli i s'hi va establir un parc d'enginyers, on posteriorment es va construir l'edifici del Govern Militar.
El claustre major estava decorat amb una sèrie de vint olis de grans dimensions que narren la vida de Sant Francesc d'Assís, una de les millors obres d'Antoni Viladomat i Manalt. Els quadres van ser retirats del convent per la Reial Acadèmia Catalana de Belles Arts de Sant Jordi i avui s'exposen al Museu Nacional d'Art de Catalunya.

## Sepultures reials
L'església va ser triada com a lloc d'enterrament de molts nobles i membres de la família reial. Van rebre sepultura entre aquests murs el rei Alfons el Franc, les reines Constança de Sicília (esposa de Pere III el Gran, tots dos sepultats amb l'hàbit franciscà), Maria de Xipre (esposa de Jaume II d'Aragó), Sibil·la de Fortià (quarta esposa de Pere IV d'Aragó), i Elionor d'Aragó (reina de Xipre pel seu matrimoni amb Pere I de Xipre, neta de Jaume II d'Aragó), el comte Jaume I d'Urgell i alguns prínceps. També van rebre sepultura en aquest Convent dels infants Jaume I d'Urgell i Fadric, fills d'Alfons IV d'Aragó.
Les restes de tots els personatges reials esmentats anteriorment, en ser exclaustrats els frares franciscans i violades moltes de les sepultures, van ser traslladades, introduïdes en sacs, a la Catedral de Barcelona, on el 1852 van ser col·locades totes en dues urnes de marbre, sufragades per la reina Isabel II, i van ser col·locades a la Capella dels Màrtirs del claustre de la Seu barcelonina, on van romandre fins al 13 d'octubre de 1998, dia en què es van traslladar les restes a l'interior de la Catedral, on poden avui visitar-se en el mur de l'Altar Major, al costat de l'Evangeli, en unes urnes esculpides per l'artista català Frederic Marès.

## Altres sepultures reials

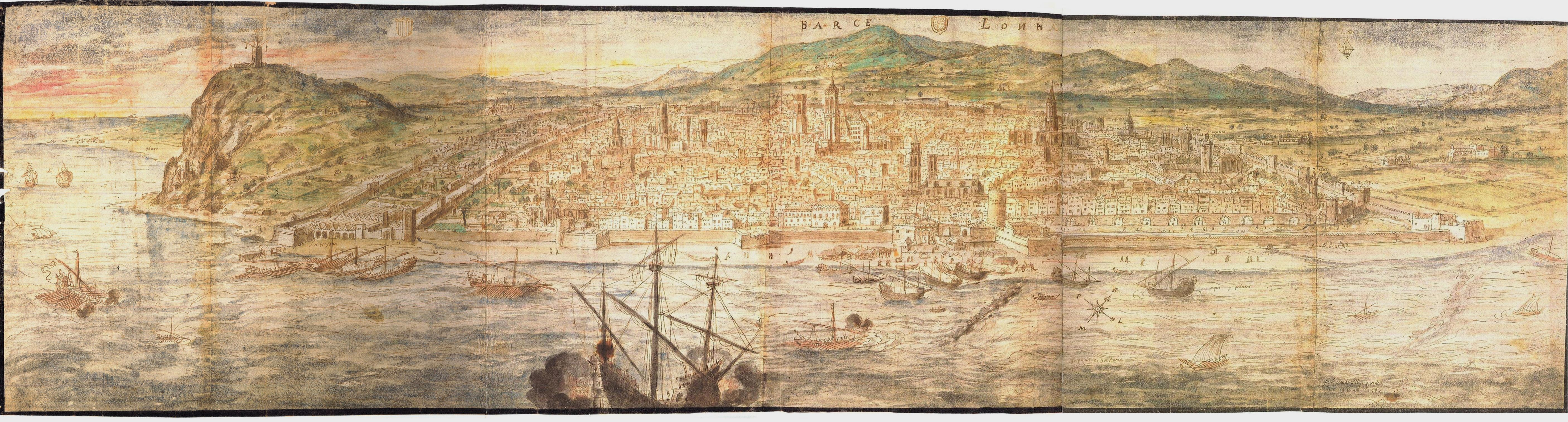
El convent de Sant Francesc destacant en un dibuix panoràmic del d'Anthonis van den Wijngaerde, entre el segon plec (on hi ha pràcticament tot l'hort del convent), i el tercer plec, on es veu l'absis de l'església enganxat a la muralla de mar. Tot i que el dibuix no està ben proporcionat segurament les proporcions entre els diversos campanars són fruit de la comparació del dibuixant.

Altres membres de la família reial aragonesa van ser sepultats al Convent de Sant Francesc, però les seves restes no figuren com traslladats a la Catedral de Barcelona. Aquests membres de la família reial són Timbor de Prades, filla del comte Joan de Prades i besneta de Jaume II d'Aragó, Sança Jiménez de Cabrera, filla de l'anterior i rebesneta de Jaume II d'Aragó, Cecília d'Urgell, filla del comte Pere II d'Urgell i besneta d'Alfons el Benigne, i també l'infant Pere, fill de Pere el Cerimoniós i de Sibil·la de Fortià, mort en la infància, encara que en certes fonts està registrat que el petit infant Pere va ser primerament sepultat al convent de Sant Francesc de Barcelona, i posteriorment, el 1369, va ser traslladat al costat del seu avi Alfons IV el Benigne al convent de Sant Francesc de Lleida.
L'infant Jaume d'Aragó, fill primogènit de Jaume II i hereu de la corona, va ser sepultat segons les fonts documentals més antigues a la catedral de Tarragona, però en certes cròniques posteriors es manifesta que les seves restes van ser traslladades a aquest convent.

## Galeria

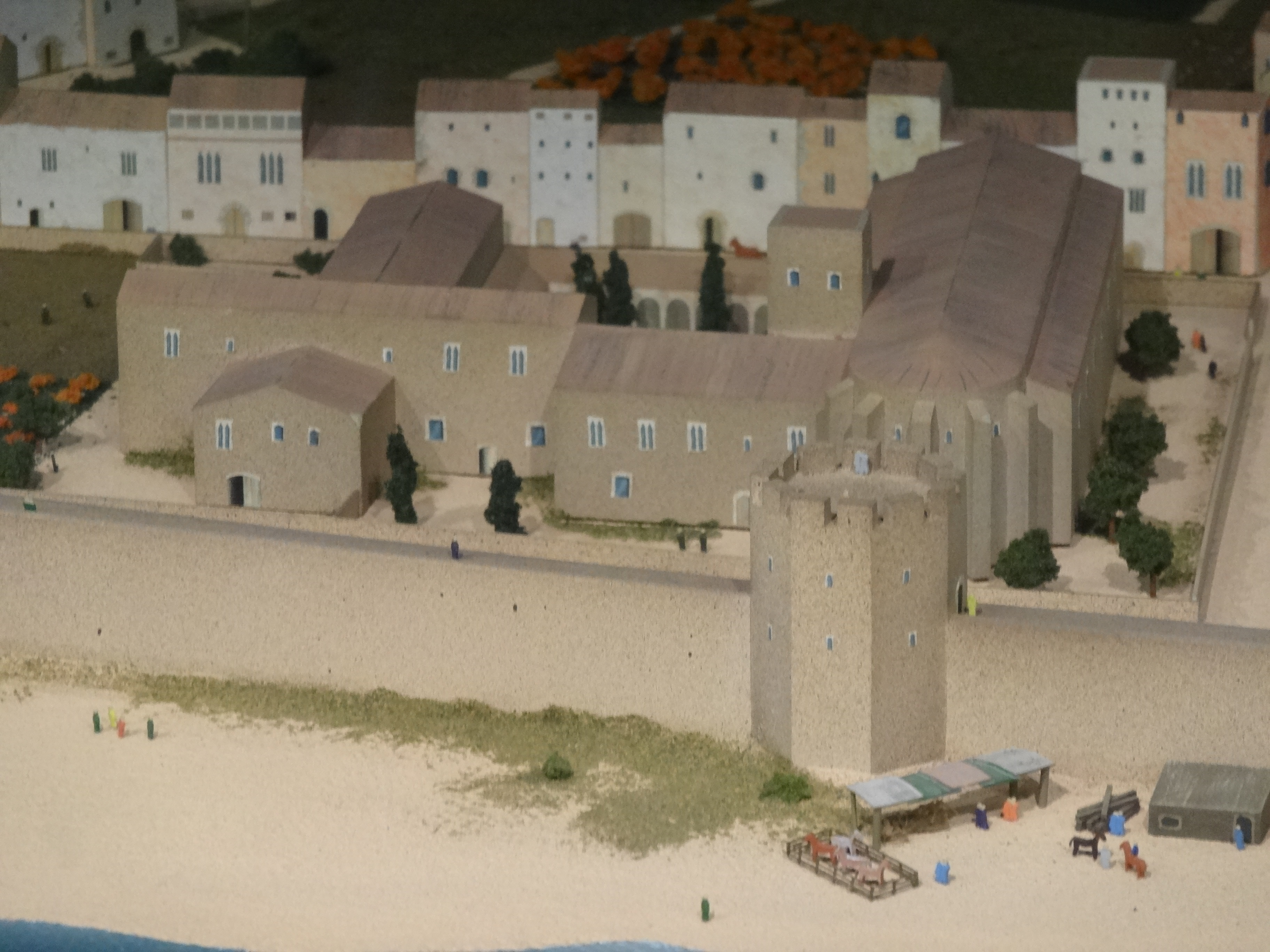
Convent de Sant Francesc a la Maqueta Litoral de Barcelona, al Museu Marítim
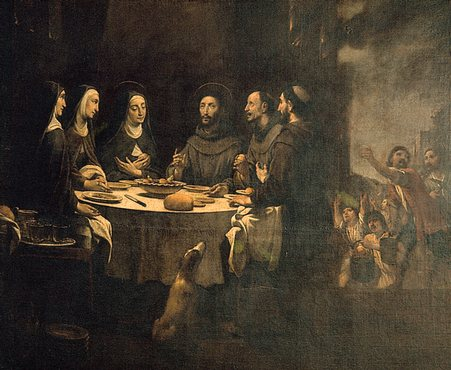
Sopar de Sant Francesc, d'Antoni Viladomat, un dels quadres del cicle de Sant Francesc que decoraven el claustre major del convent també al claustre (avui al MNAC, com a dipòsits de la Reial Acadèmia Catalana de Belles Arts de Sant Jordi).
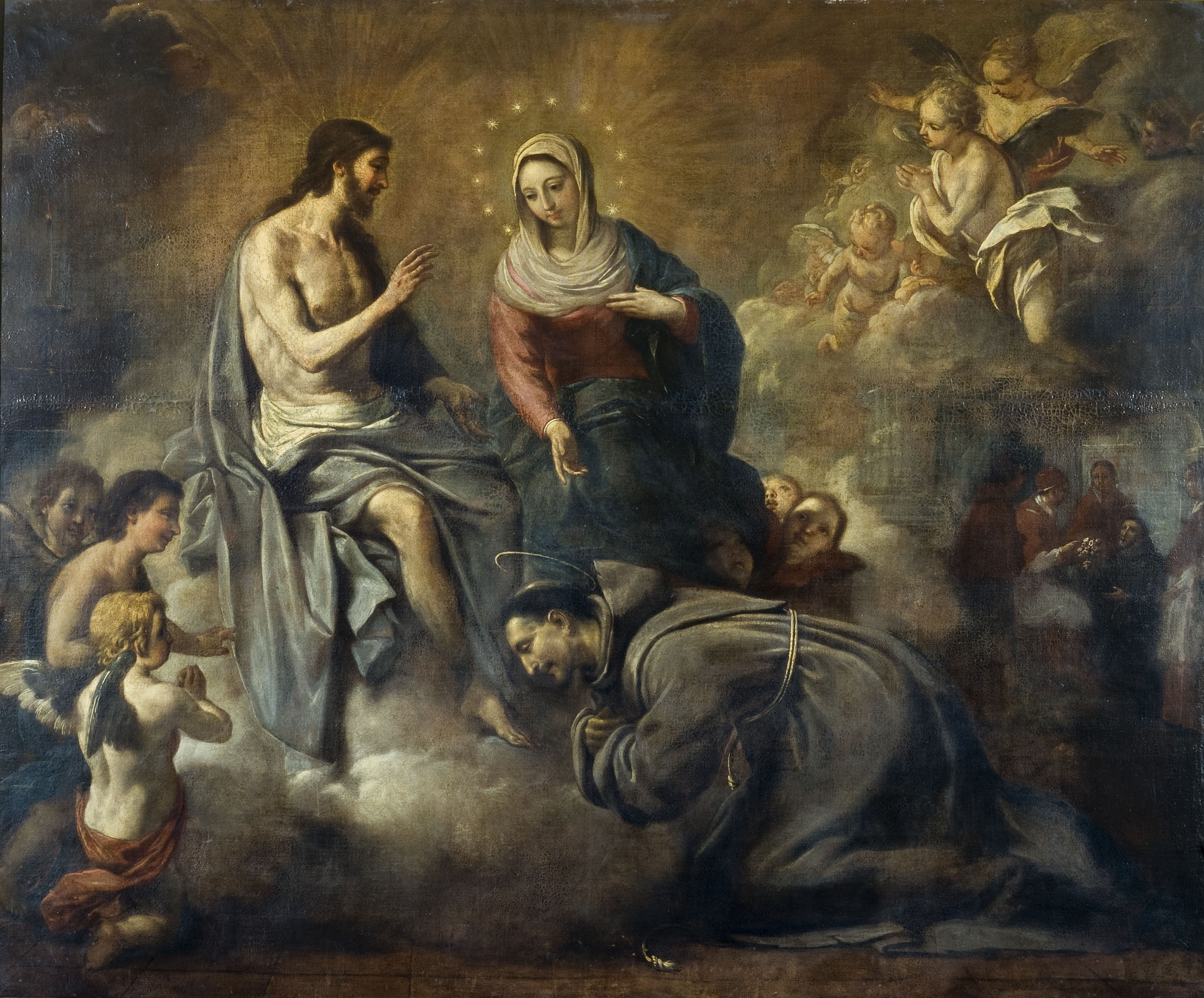
Jesús concedeix a Sant Francesc la indulgència de la Porciúncula, de Viladomat (dipositada al MNAC, com a dipòsit de la Reial Acadèmia Catalana de Belles Arts de Sant Jordi).
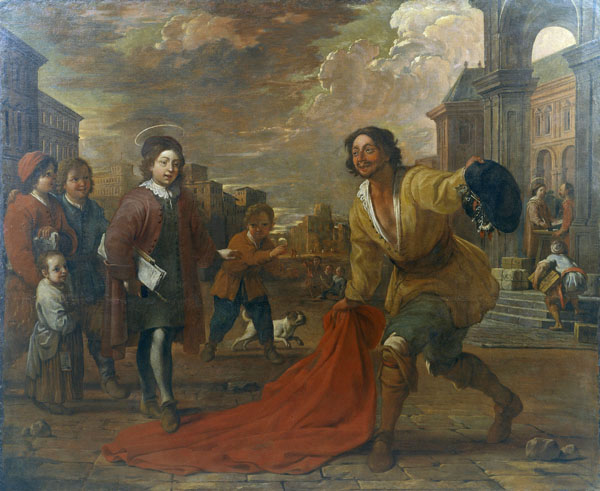
Un boig estén la capa perquè hi passi per sobre sant Francesc nen (dipositada al MNAC, com a dipòsit de la Reial Acadèmia Catalana de Belles Arts de Sant Jordi).